# Meru (Volk)
Die Meru, oder auch Ameru, sind eine Bantu-Volksgruppe, die hauptsächlich die Meru-Region von Kenia bewohnt.
Sie sprechen die Sprache Kimîîru (Kimeru) als Muttersprache. Allerdings gehen viele Meru dazu über, die landesweite Amtssprache Englisch, die seit der britischen Kolonialzeit als Zweitsprache verwendet wird, als Muttersprache zu übernehmen.
Sie haben traditionell eine eigene ostafrikanische Religion, aber seit der Kolonialzeit wurden viele Meru zu verschiedenen Konfessionen des Christentums bekehrt. Verwandte Volksgruppen sind die Kikuyu und die Embu.

## Geschichte
Die Meru von Kenia sagen, dass, bevor sie in ihrem heutigen Heimatland siedelten, sie vom hohen Norden kommen mussten: ruteere rwa urio. Der Sprecher von Njuri Ncheke, Ex-Häuptling M'Muraa M'Kairanyi, erklärte, dass sie alle ursprünglich aus Misiri (Ägypten) eingewandert waren.